# ܓ
جامل/جومل (ܓܵܡܲܠ/ܓܳܡܰܠ) ثالث حروف الأبجدية السريانية. يقابل حرف الجيم بالعربية، غير أنه غالبا ما يلفظ يلفظ كالجيم المصرية.